# Eriocaulon leucogenes
Eriocaulon leucogenes är en gräsväxtart som beskrevs av Henry Nicholas Ridley. Eriocaulon leucogenes ingår i släktet Eriocaulon och familjen Eriocaulaceae. Inga underarter finns listade i Catalogue of Life.